# Libertaria, Diretta, Democratica
La Libertaria, Diretta, Democratica (in olandese Libertair, Direct, Democratisch, LDD) è un partito politico belga, attivo dal 2007. Sino al 2011 il partito si è chiamato Lista Dedecker (Lijst Dedecker).

## Storia

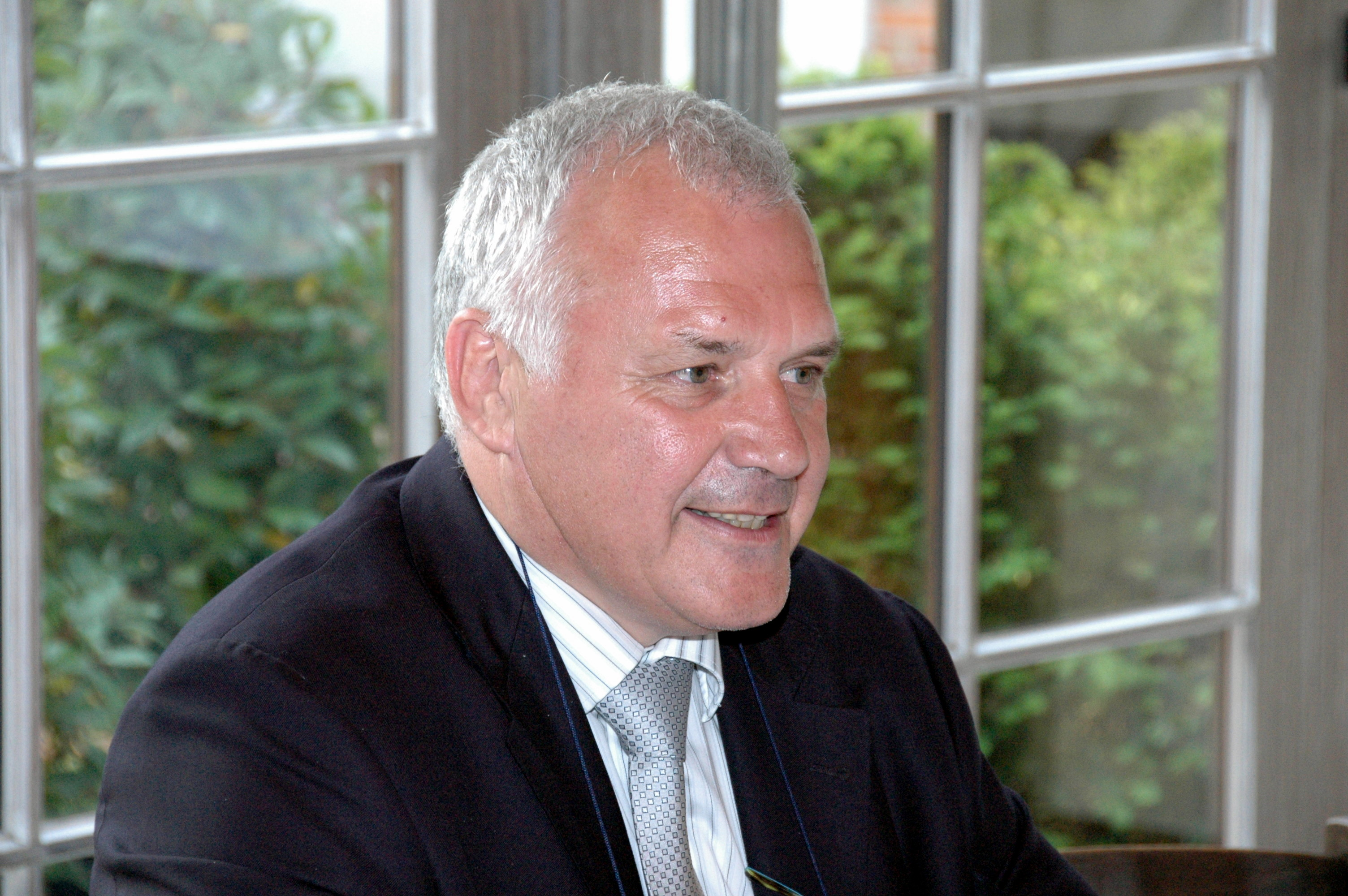
Jean-Marie Dedecker nel 2008

Nelle elezioni parlamentari del 2007, il partito ha conquistato cinque seggi alla Camera dei rappresentanti e un seggio al Senato.
Analisi effettuate in seguito alle elezioni dimostrano che Lista Dedecker è stato in grado di attirare elettori provenienti da tutto lo spettro politico e da tutti i partiti politici
Nelle elezioni europee del 2009, la Lista Dedecker ha ottenuto un seggio al Parlamento europeo e 8 seggi al Parlamento fiammingo, nonostante i sondaggi pre-elettorali che avevano indicato una quota maggiore dei voti per la Lista Dedecker.
Il partito ha in seguito subito un calo dei consensi, ottenendo il 2,3% e un seggio alla Camera alle elezioni parlamentari del 2010, lo 0,4% e nessun seggio a quelle del 2014.
Dedecker si è candidato come indipendente all'interno del partito liberal-conservatore Nuova Alleanza Fiamminga alle elezioni del 2019, venendo eletto.

## Ideologia
Fondato da Jean-Marie Dedecker, il suo programma è basato sul libero mercato e la libera impresa, la lotta contro sprechi e la corruzione, la riduzione della burocrazia, la deregulation e su una maggiore indipendenza delle Fiandre.
Il partito è ampiamente considerato come liberale sulle questioni sociali, nonostante abbia una forte ala conservatrice e tradizionalista. A livello europeo, si allea con euroscettici moderati come i conservatori britannici, il Partito Democratico Civico della Repubblica Ceca e il polacco Diritto e Giustizia. Appartiene al Gruppo dei Conservatori e dei Riformisti Europei.

## Rappresentanti
| Nome            | Gruppo                            | Periodo   |
| --------------- | --------------------------------- | --------- |
| Derk Jan Eppink | Conservatori e Riformisti Europei | 2009–2014 |

| Circoscrizione elettorale | Nome                | Periodo   |
| ------------------------- | ------------------- | --------- |
| Anversa                   | Jurgen Verstrepen   | 2007      |
| Anversa                   | Rob Van de Velde    | 2007–2010 |
| Fiandre Orientali         | Martine De Maght    | 2007–2010 |
| Fiandre Occidentali       | Jean-Marie Dedecker | 2007–2014 |
| Fiandre Occidentali       | Ulla Werbrouck      | 2007–2009 |
| Fiandre Occidentali       | Paul Vanhie         | 2009–2010 |
| Limburgo                  | Dirk Vijnck         | 2007–2010 |

| Circoscrizione elettorale | Nome            | Periodo   |
| ------------------------- | --------------- | --------- |
| Anversa                   | Lieve Van Ermen | 2007–2010 |

| Circoscrizione elettorale | Nome                | Periodo   |
| ------------------------- | ------------------- | --------- |
| Anversa                   | Jurgen Verstrepen   | 2007–2012 |
| Fiandre Occidentali       | Jean-Marie Dedecker | 2009      |
| Fiandre Occidentali       | Marc Vanden Bussche | 2009–2010 |
| Fiandre Occidentali       | Ivan Sabbe          | 2009–2014 |
| Fiandre Occidentali       | Ulla Werbrouck      | 2009–2014 |
| Brabante Fiammingo        | Peter Reekmans      | 2009–2014 |
| Fiandre Orientali         | Boudewijn Bouckaert | 2009–2014 |
| Fiandre Orientali         | Patricia De Waele   | 2009–2014 |
| Limburgo                  | Lode Vereeck        | 2009–2014 |